# Абатеско
Абатеско (фр. Abatesco корс. Abatescu) — річка Корсики (Франція). Довжина 24,9 км, витік на висоті 1700 метрів над рівнем моря за 200 метрів на південь від вершини гори Монте Форміцола (Monte Formicola) (1981 м). Впадає в Тірренське море.
Протікає через комуни: Сан-Гавіно-ді-Фьюморбо, Ізолаччо-ді-Фьюморбо, Прунеллі-ді-Фьюморбо, Серра-ді-Ф'юморбо і тече територією департаменту Верхня Корсика і в кантоні Прунеллі-ді-Фьюморбо (Prunelli-di-Fiumorbo)